# 阅江楼 (肇庆)
阅江楼位于中国广东省肇庆市端州区正东路，地处西江北岸，现为叶挺独立团团部旧址纪念馆，1962年被列为广东省文物保护单位。2019年10月7日，被列为第八批全国重点文物保护单位。
阅江楼所在地原有石头庵，明宣德年间改为嵩台书院，嘉靖二十五年（1546年）增建北楼，崇祯十四年（1641年）命名为阅江楼。明末清初时楼毁。顺治十四年（1657年）重建，康熙、嘉庆年间重修。叶挺独立团在肇庆成立时，以此作为团部。抗日战争期间遭日机轰炸，后楼及西楼破坏严重。1959年、1971年重修，现木楼面为钢筋混凝土仿木结构。
阅江楼建在高约8米的山冈上，坐北朝南，平面呈口字形的四合院式，楼⾼⼆层，分东⻄南北四座，组成四合院式的整体建筑，南楼高12.9米，北楼高13.9米，东西楼高12.5米，四楼通过耳楼相接。中间是典型的岭南庭院，设有⽔池、假⼭以点缀，种有⽶兰、葵树。 南楼檐下“阅江楼”牌匾为清两广总督劳崇光所书。

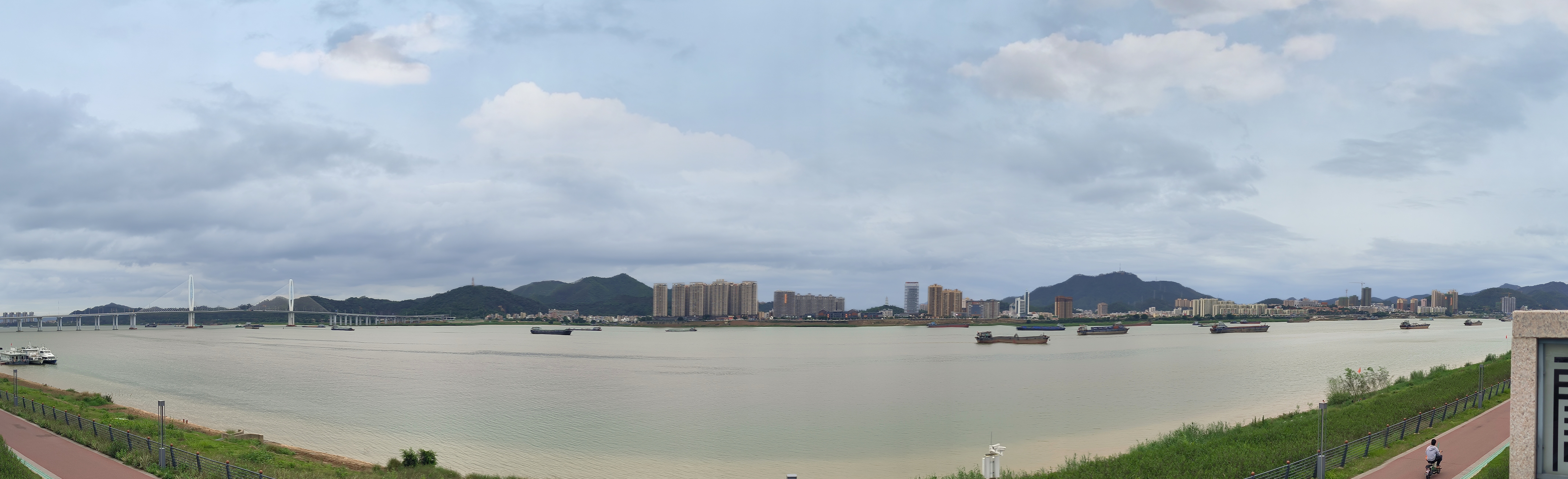
阅江楼远眺

第⼀次国共合作期间，国⺠⾰命军第四军独⽴团团部曾设在此。叶挺为团長。在北伐战争中，独⽴团被誉为「铁军」。1959年，阅江楼辟为叶 挺独⽴团团部旧址纪念馆。馆内除叶挺独⽴团团史陈列外，每年还展出各种类型的展览。阅江楼⻄侧的「古崧台」现建有端砚陈列馆。